# Тростбург (замок, Италия)
Тростбург (нем. Trostburg, первоначально Тростберг) — средневековый замок на высоком холме, расположенный в коммуне Понте-Гардена (Вайдбрук), в провинции Южный Тироль, в регионе Трентино-Альто-Адидже, Италия. По своему типу относится к замкам на вершине.

## Расположение
Замок построен на естественном плато скалистой вершины на восточном склоне альпийской долины Айзак в массиве Шлернгебит. К западу от замка находится старинная южнотирольская деревня Вайдбрук. В этих местах со времён античности проходили важные торговые маршруты из Центральной Европы в Италию. Поэтому контроль над стратегически важной долиной играл всегда был актуален.

## История

### XIX-XX века
Замок известен с XII века. Первые письменные упоминания об укреплении в том месте, где горный хребет Шлернгебит круто обрывается к слиянию ручья Гардена и реки Изарко. Владельцами ранней крепости был Кунрат де Тросперх (Тростберг), член знатного рода Кастельротто. Затем замок перешёл к семье Вельтурнс (с 1243 по 1290 год), которые являлись министериалами епископов Бриксена и одновременно вассалами лордов Вилландро. Крепостью и окружающими его землями Вельтурнсы владели на правах феода.

Герб рода Волькенштайн

В 1385 году комплекс перешёл под контроль семьи фон Волькенштайн-Тростбург. Этот род превратил крепость в крупную дворцово-замковую резиденцию. Со временем члены семьи обзавелись титулами баронов и графов. Потомки рода фон Волькенштайн-Тростбург оставались хозяевами резиденции вплоть до 1967. Это один из рекордных сроков непрерывного владения замком представителями одного и того же рода.
Резиденция Тростбург долгое время служила крупным административным центром. Отсюда осуществлялась юрисдикция над обширным районом, из которого в более поздние времена возник муниципалитет Понте Гардена. В замке среди прочего много десятилетий функционировали судебные органы, что прибавляло ему дополнительную значимость.
С XIII века в замке прошло несколько масштабных реконструкций. Были возведены мощные стены и башни. В итоге Тростбург превратился в крупную неприступную крепость.

### Эпоха Ренессанаса и Новое время
Начиная с XVI века Тростбург стал терять прежнее значение, как жидая резиденция. Владельцы комплекса предпочитали проживать в более комфортабельных резиденциях, нежели горная средневековая крепость. С XVII столетия замок становился обитаемым только в летние месяцы. Постепенно графы Волькенштайн стали всё реже навещать родовую обитель. Без должного ухода укрепления ветшали.

### XIX-XX века

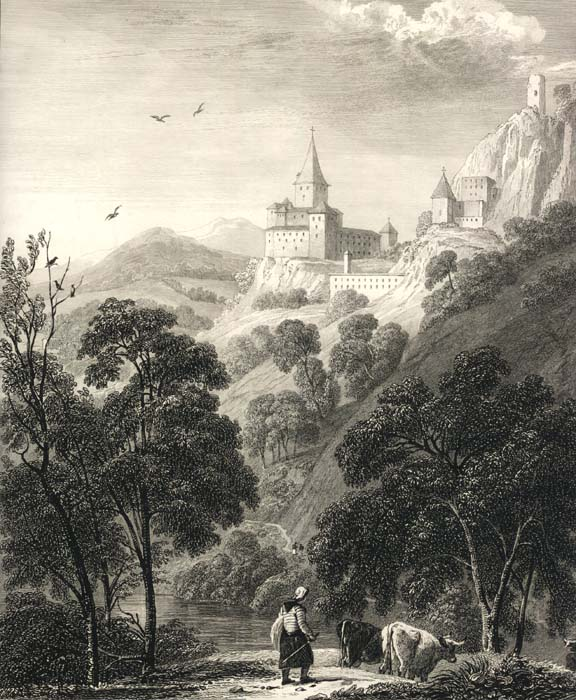
Вид замка на литографии Петера Девинта, 1819 год

К началу XIX века замок представлял печальное зрелище. Перекрытия в некоторых местах провалились. Из-за выпадения блоков каменной кладки часть стен обрушилась. Постепенно комплекс превращался в руины.
Собственники прилагали некоторые усилия для предотвращения разрушений и сохранения основных сооружений замка. Однако отпускаемых средств катастрофически не хватало. К началу XX века казалось, что Тростбург обречён разделить участь многих средневековых твердынь и превратиться в живописные руины.
Во время Второй мировой войны замок оказался в зоне боевых действий. Часть сохранившейся кладки частично пострадала во время бомбардировки.
В середине XX века Тростбург оказался полностью заброшен. Ситуация радикально стала меняться лишь через два десятилетия после окончания войны. В 1967 году шесть членов Ассоциации замков Южного Тироля по собственной инициативе основали компанию по спасению Тростбурга от полного разрушения.
С 1967 по 1977 год были выполнены самые необходимые работы по укреплению и ремонту, такие как консервация кладки. Это позволило предотвратить дальнейшее разрушение комплекса. В 1981 году акции компании по спасению Тростбурга были переданы особой Волонтёрской ассоциации. С той поры комплекс является официальным местом расположения института замков Южного Тироля.
В период с 2000 по 2007 год последовали работы по реставрации фасадов. Полностью была восстановлена черепичная кровля всех зданий. Причём всё делалось максимально аутентично. Там, где имелась возможность, сохранили историческую черепицу, фрагменты которой датируются временем Николая Кузанского (XV век). В 2008 и 2009 годах произошла реставрация внутренних помещения на первом этаже западной части комплекса. Это готическое строение возвели при власти барона Ханса цу Волькенштайна (владельце замка с 1491 по 1517 год). В ходе работ в одной из комнат была обнаружена большая настенная роспись с охотничьими мотивами и сценой приготовления пищи. Эта картина, вероятно, датируется 1514 годом.

## Описание

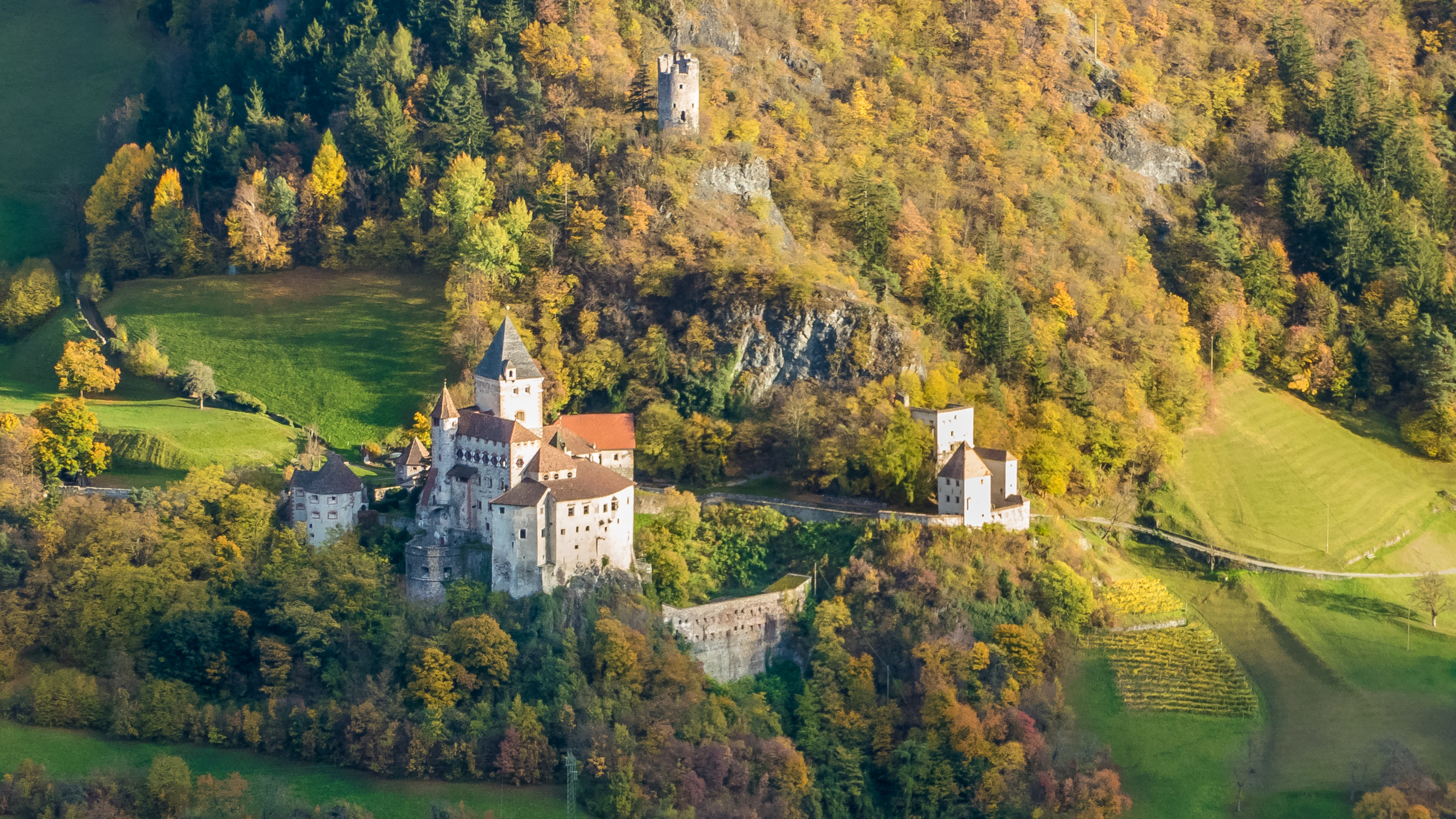
Вид замка с высоты птичьего полёта

Комплекс, как и многие средневековые замки, чётко делиться на верхний (основной замок) и нижний (форбург). Попасть в Тростбург можно было только через единственный вход с южной стороны.

### Основной замок
Главное жилое сооружение замка представляет собой романское крупное трёхэтажное здание. В XVII веке сверху надстроили ещё один этаж. Кроме того, в эпоху Ренессанса возвели ещё одно жилое крыло. Основанием для него послужила старая кладка средневековых укреплений. Рядом возвышается бергфрид замка. Некоторое время эта крупная прямоугольная башня также служила жилой резиденцией.
Последние значительные изменения в дворцовом комплексе происходили между 1594 и 1632 годами. Инициатором стал граф Энгельхардт Дитрих цу Волькенштайн (1565–1647). В частности, в комплексе появился роскошный Зал Анны (Ahnensaal). Помещение украсила изящная лепнина и Стукко, изготовленные Жозефом Пройем. Правда, в ходе реконструкции была снесено здание старинной резиденции в готическом стиле.
В связи с активным развитием артиллерии между концом XV и началом XVII веков в несколько этапов к прежним фортификационным сооружениям добавили бастионы и внешние укрепления. В XVIII столетии некоторые из этих построек реконструировали для превращения в жилые помещения.

### Форбург
Обширный внешний двор окружён кольцевой стеной и широким рвом. Попасть внутрь можно было только с юга. Главный вход имел собственные оборонительные сооружения. Перед воротами имелся подъёмный мост.
В прежние времена в форбурге находились разнообразные склады, кузница, хозяйственные постройки и конюшня.

### Башня Кридертурм
На отдельном выступе, который находится ещё выше по гоному склону, находится так называемая башня Кридертурм (Kriederturn). Это высокое сооружение служило одновременно сторожевой башней и сигнальной (для разведения костра и подачи сигнала в другие замки долины в случае опасности).

## Современное использование

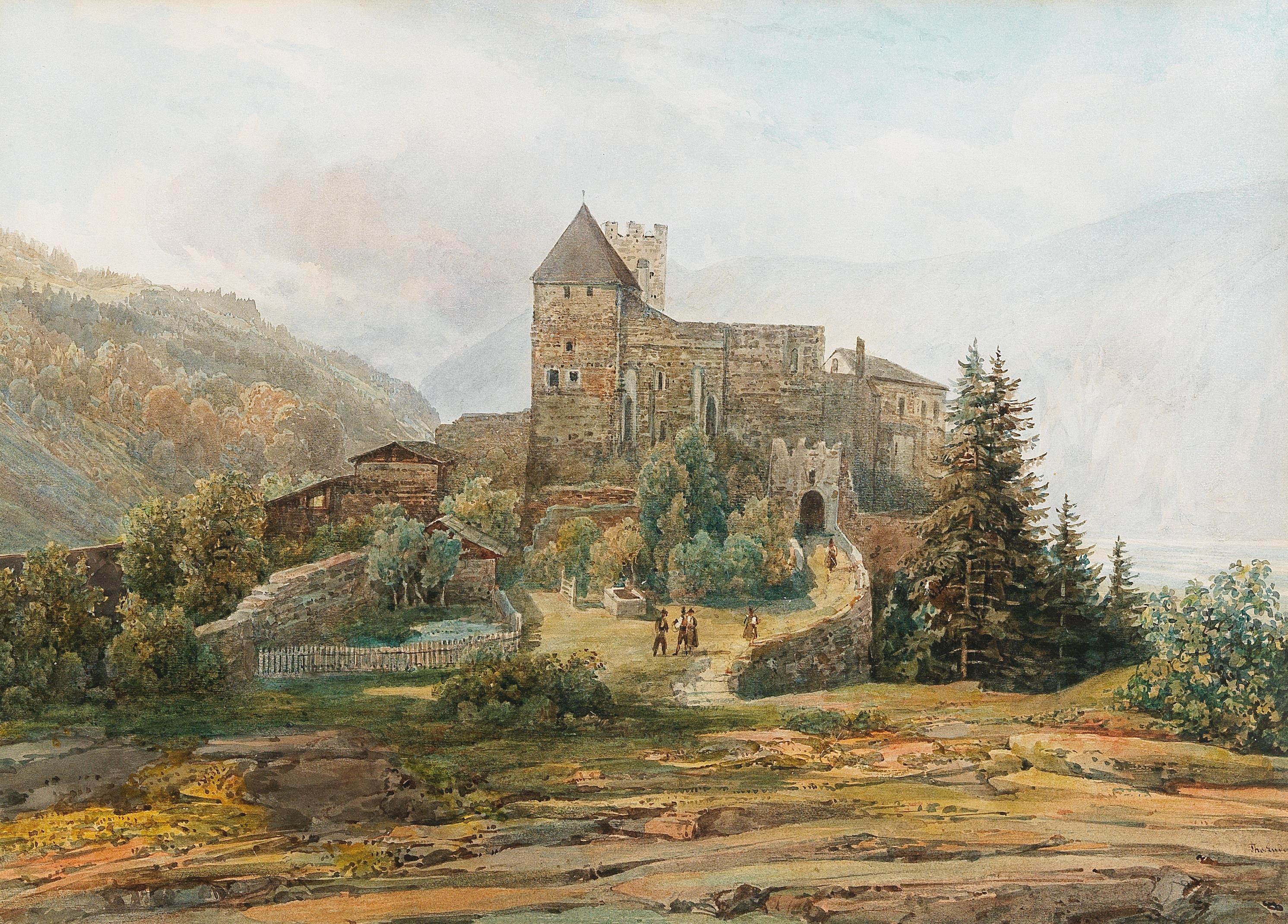
Изображение на картине Томаса Эндера, около 1870 года

С 2005 года в Тростбурге располагается Музей замков Южного Тироля. Замок открыт для посещения и является одной из главных достопримечательностей региона. Здесь проводятся экскурсии и различные исторические фестивали.
В замке действует постоянная экспозиция «Замки — здания истории». Экспонаты и стенды позволяют подробно узнать не только историю Тростбурга, но и всего региона. В частности, здесь имеется 86 масштабных моделей южнотирольских замков. Эти макеты были созданы Людвигом Миттердорфером (1885–1963). Модели позволяют получить наглядное представление об эволюции средневековой фортификационной архитектуры.
Внутри замка сохранились многие ценные исторические реликвии: 
- Среди экспонатов имеются три римских вотивных камня[нем.] (около 180 года).
- Также можно увидеть готическую комнату с уникальным тройным сводом (до 1407 года).
- В главном здании расположен зал эпохи Возрождения размером 5×15 метров с гипсовыми фигурными изображениями владельцев замка и богато украшенными резными кессонными потолками, на которых виден геральдический декором (1607–1618 годы).
- Отдельного внимания заслуживает  лоджия, расписанная гербами.
- Впечатляет один из крупнейших старинных винных прессов Италии (длиной 11 метров).

Также стоит упомянуть ряд других интересных объектов: замковую часовню (капеллу), железные ворота (одни из них с люком), массивную решетку (герсу), амбоазуры, противоштурмовые колья и оконные бойницы XVII века. Помимо архитектурных памятников в окрестностях замка Тростбург есть и природные. Яркой приметой сада Цвингер является тетраклинис (сандараковое дерево, Tetraclinis articulata), саженец которого был привезён сюда в начале Нового времени.

## Известные уроженцы и жители замка
- В Тростбурге провёл своё детство известный поэт и композитор Позднего Средневековья Освальд фон Волькенштайн (около 1377–1445).
- В замке проживал один из первых тирольских летописцев Маркс Зиттих фон Волькенштайн[нем.] (1563–1619).

## В массовой культуре
- 2012 года в замке снимался фильм «Сказка о принцессе, которая отчаянно хотела попасть в сказку[нем.]». Создатели картины рассказывали, что выбрали для натурных съёмок Тростбург благодаря «неподдельному характеру замка».
- Живописные виды замка служили натурой многим известным живописцам. В частности, его рисовали Томас Эндер, Йозеф Арнольд-младший[нем.] и другие.

## Галерея

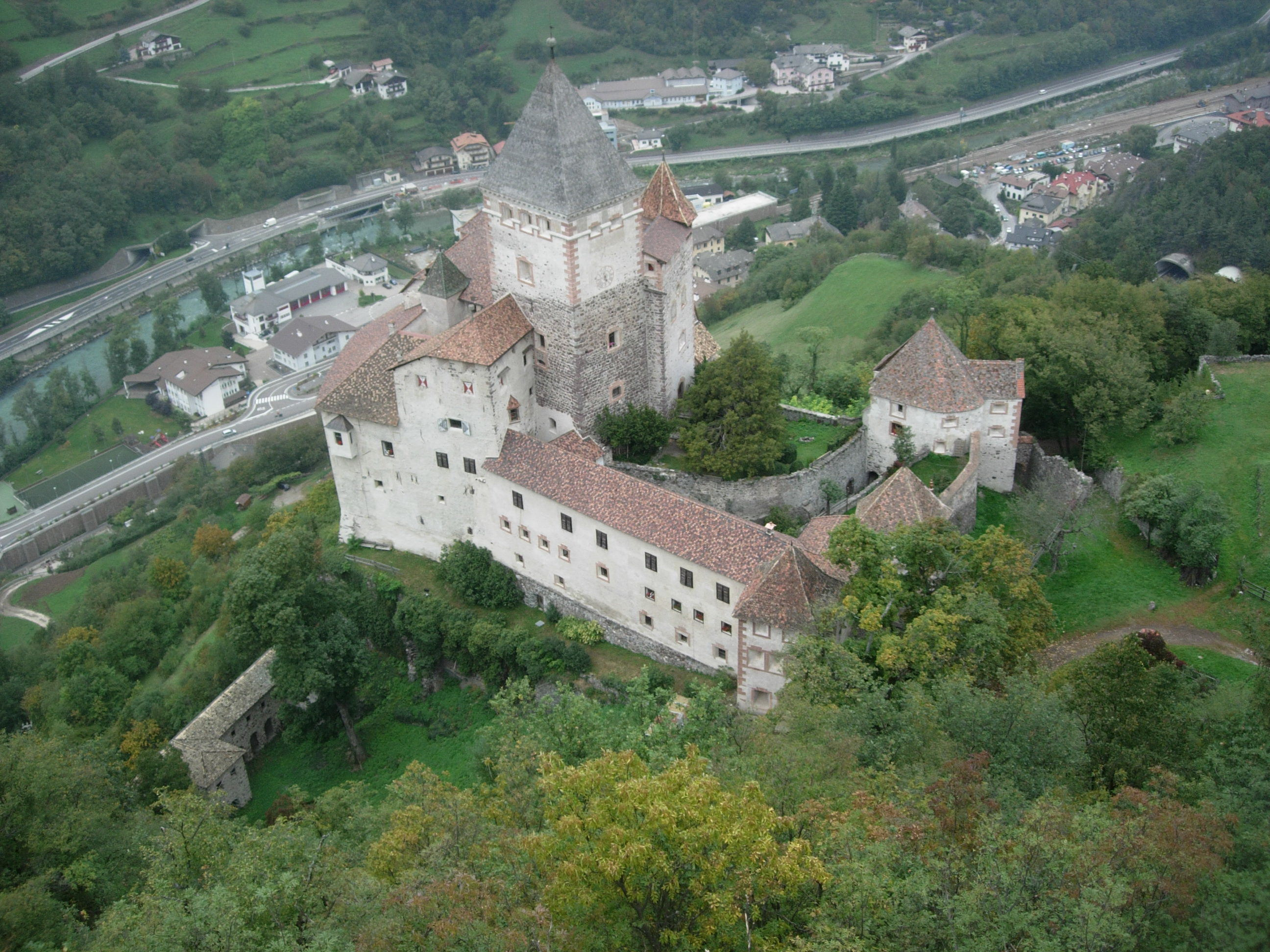
Вид на замок со сторожевой башни
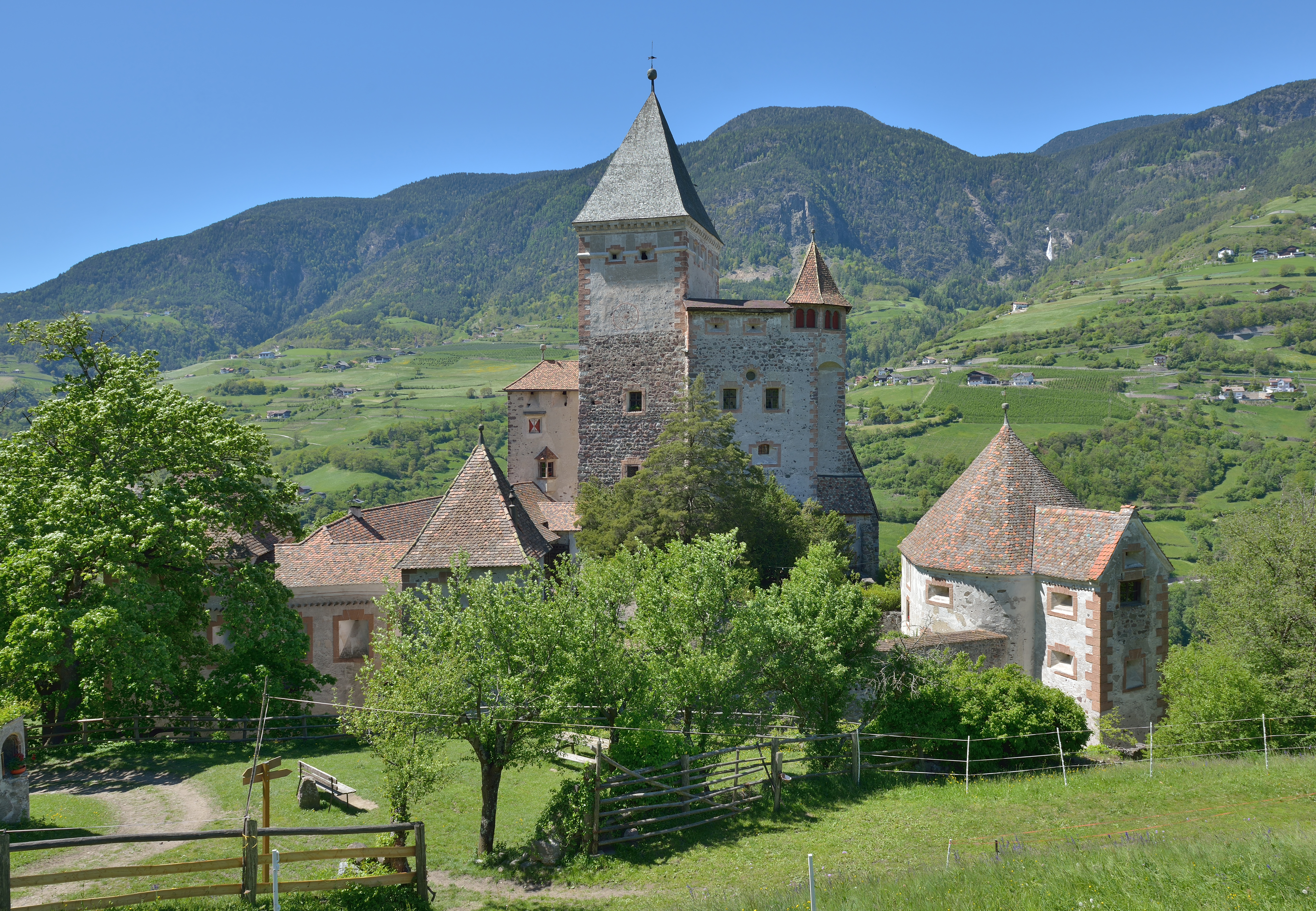
Башни у ворот форбурга
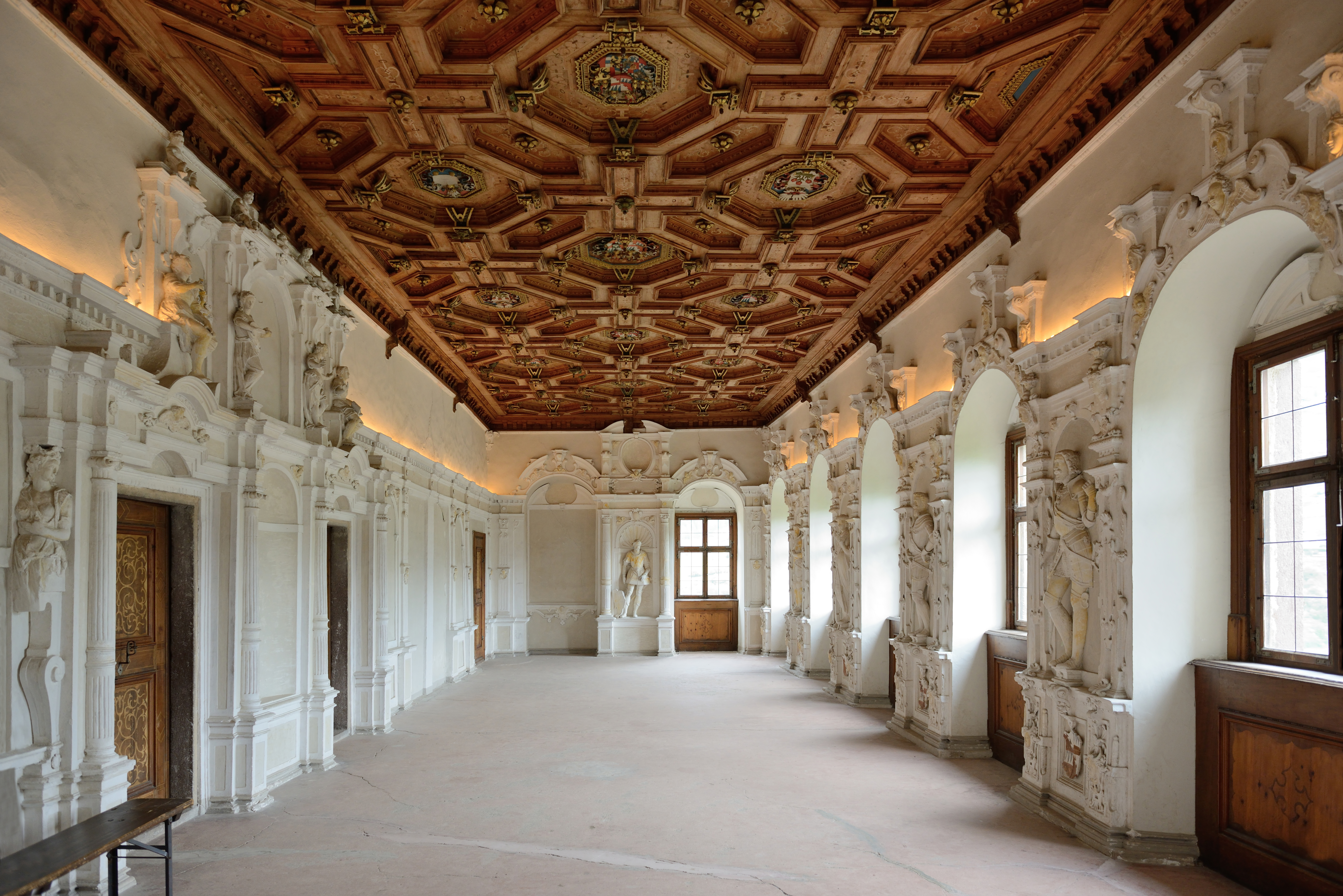
Большой зал с портретами владельцев замка
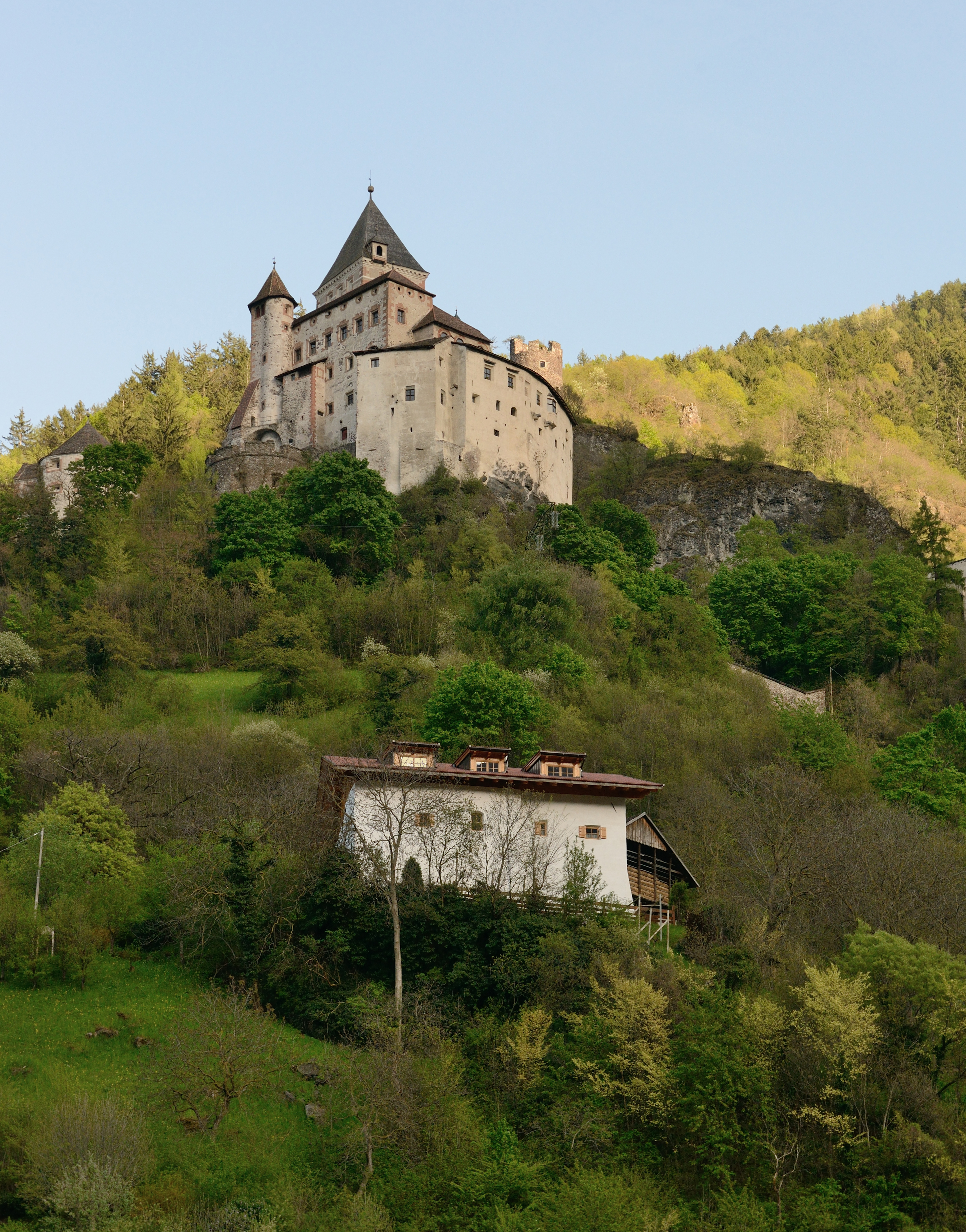
Вид замка со стороны деревни
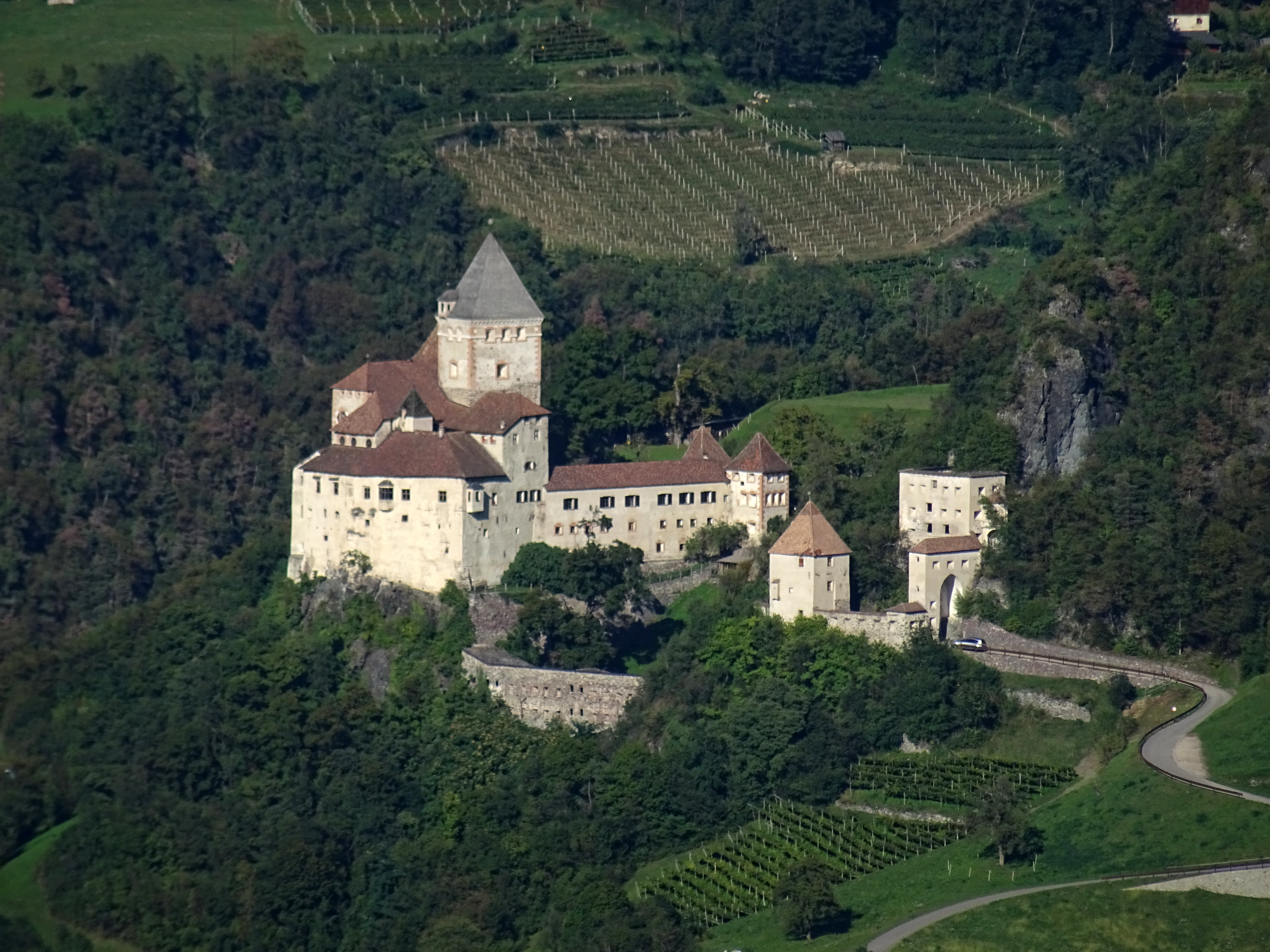
Общий вид замка